# Entre Naturalisme et Religion
Entre Naturalisme et Religion. Les Défis de la démocratie (Zwischen Naturalismus und Religion en allemand) est un livre du sociologue et philosophe allemand Jürgen Habermas, paru en 2005 en langue originale, et traduit en 2008 en français. Ce livre traite entre autres de la postsécularité.